# Сорока, Владимир Васильевич
Влади́мир Васи́льевич Соро́ка (30 июня 1940, Шацк, Рязанская область — 6 февраля 1998, Сочи, Краснодарский край) — российский учёный-физик, профессор, первый президент Новгородского государственного университета имени Ярослава Мудрого.

## Биография
Родился 30 июня 1940 года в городе Шацк Рязанской области.
- 1982—1993 гг. — ректор Новгородского политехнического института[2]
- 1993—1998 гг. — первый президент[2] Новгородского государственного университета имени Ярослава Мудрого.

Владимир Васильевич скончался в городе Сочи; похоронен на территории Варлаамо-Хутынского монастыря, что в Новгородской области.

## Память
- На главном корпусе университета 30 июня 1998 года открыта мемориальная доска, в память об основателе и первом президенте НовГУ.
- имя В. В. Сороки носят:
  - первая университетская гимназия;
  - Центр творческой интеллигенции (открыт в 1999 году в гуманитарном институте НовГУ).
  - Улица на Торговой стороне Великого Новгорода

## Награды
Владимир Васильевич Сорока был награждён:
- орденом «Знак Почёта» (1986 год),
- медаль Ярослава Мудрого I степени № 1 (7 декабря 1997 г.),
- и рядом других наград.

## Публикации[3]
- 1982 — «Диэлектрические пленки и их применение в акустических и акустооптических устройствах»
- 1990 — «Фундаментальные законы физики и естествознания»
- 1995 — «Вопросы классической и квантовой механики»
- 1995 — «Организация и основные концепции развития университета классического типа»
- 1998 — «Физика молекулярных процессов и основы термодинамики»